# Fernand Canteloube
Fernand Canteloube, né le 3 août 1900 à Aubervilliers (Seine) et mort le 16 juillet 1976 à Créteil (Val-de-Marne), est un coureur cycliste français.

## Biographie
Il s'est illustré dans les épreuves sur route, notamment en remportant la médaille d'or par équipe aux Jeux olympiques d'été de 1920 aux côtés de Achille Souchard, Georges Detreille et Marcel Gobillot, et la médaille de bronze en individuel.

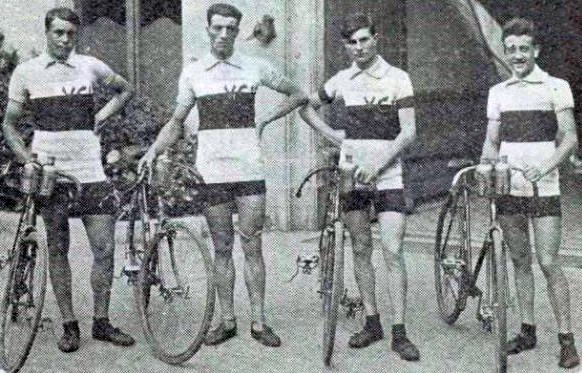
L'équipe de France championne olympique de la course par équipe cycliste sur route avec de gauche à droite Canteloube, Detreille, Souchard puis Gobillot.

## Palmarès

### Palmarès amateur
- 1920
  -  Champion olympique en course par équipes
  -  Champion de France militaires sur route
  -  Médaille de bronze de la course en ligne des Jeux olympiques
  - 3e du Circuit de Paris
- 1921
  -  Champion de France militaires sur route
  - 4e du championnat du monde sur route amateurs

### Palmarès professionnel
- 1922
  - Polymultipliée
  - 3e du Critérium du Midi
- 1923
  - 2e étape de Madrid-Santander
  - 3e du Critérium du Midi